# Unihockey Aergera Giffers
Unihockey Aergera Giffers ist ein Schweizer Unihockeyverein aus Giffers, dessen erste Mannschaft in der Nationalliga A der Damen spielt. Der Verein ist nach dem Fluss Ärgera benannt.

## Geschichte

### Ära Jungo

#### Aufschwung und Aufstieg
In der Saison 2013/14 beendete Unihockey Aergera Giffers die Qualifikation der Nationalliga B auf dem ersten Rang. In den Playoffs setzte man sich im Halbfinal gegen den UHC Waldkirch-St. Gallen in der Best-of-Five-Serie in drei Spielen durch. Im Final konnte Aergera Giffers die Red Lions Frauenfeld ebenfalls in drei Partien bezwingen und gewann dadurch die Nationalliga B der Frauen. Der Gewinn der Nationalliga B berechtige zudem die Teilnahme an den Aufstiegsplayoffs der Nationalliga A. In den Aufstiegsspielen traf man auf den Verlierer der Playouts der Nationalliga A, den UHC Höfen. Unihockey Aergera Giffers stieg als Favorit in die Playoffs, da Giffers über den breiteren Kader und die deutlich bessere Offensive als die Berner verfügte. In den Playoffs spielten die beiden Mannschaften auf Augenhöhe. Die beiden ersten Partie der Best-of-Five-Serie konnten Giffers mit 5:3 und 5:4 gewinnen. Mit einem Sieg im dritten Spiel würden Unihockey Aergera Giffers erstmals in der Vereinsgeschichte in die Nationalliga A aufsteigen. Wie schon die ersten beiden Partien der Auf- und Abstiegsplayoffs verlief auch das dritte Spiel auf Messers Schneide. In der vierten Minute der Nachspielzeit, nachdem es nach 60 Minuten 3:3 stand, erzielte die Topskorerin Caroline Schürch den Siegestreffer. Somit gelang dem Team von Jan Jungo vor rund 400 Zuschauern in der Sporthalle Giffers-Tentlingen erstmals in der Vereinsgeschichte der Aufstieg in die höchste Spielklasse.

#### Nationalliga A
In der ersten Saison in der Nationalliga A klassierte sich Aergera Giffers nach der Qualifikation auf dem fünften Rang. Der fünfte Rang berechtigte in der 8er-Liga zwar nicht für die Playoffs, sicher Aergera Giffers jedoch den Ligaerhalt ohne Playouts. Daraufhin wurde der Vertrag des Cheftrainers Jan Jungo verlängert.
In die Saison der Bestätigung stieg Aergera Giffers mit einem nahezu unveränderten Kader. Die Saison 2015/16 verlief nicht wie gewünscht. Giffers erzielte und erhielt deutlich mehr Tore als erwartet. In der ersten Serie der Playouts unterlagen sie Zug United in zwei Partien, gewannen jedoch in der zweiten Serie gegen Unihockey Berner Oberland und hielten die Klasse.
In der Saison 2016/17 war bereits vor der Saison klar, dass es aufgrund der Aufstockung der Nationalliga A keine Absteiger geben wird. Giffers konnte sich in der dritten Saison nicht weiterentwickeln und beendete die Qualifikation auf dem letzten Rang. In den ersten Playoffs der Vereinsgeschichte verlor Aergera Giffers die Partien mit 1:6, 1:5 und 2:9 gegen den Qualifikationssieger UHC Dietlikon.
Auf die kommende Saison schätzen Rolf Kern und Regula Liechti in der Saisonvorschau 2017/18 als Kandidat für die Playouts ein, da wieder ein Gros an Spielerinnen die Mannschaft verliessen. Insbesondere die Abgänge des Kreativelements Christelle Wohlhauser zum UHC Dietlikon sowie der Abgang der beiden finnischen Verstärkungsspielerinnen zum Nationalliga-B-Vertreters Floorball Uri wogen schwer. Giffers beendete mit viel Glück die Saison auf dem siebten Schlussrang, nachdem sie insbesondere Spiele gegen die direkte Konkurrenz mit Last-Minute-Siege gewinnen konnten. In den Playoffs traf man erneut auf den UHC Dietlikon, wo man wiederum in drei Partien unterlag.

#### Abstieg mit Ansage
2018 feierte Trainer Jan Jungo sein 10-jähriges Jubiläum als Cheftrainer von Aergera Giffers. Nach der Überraschungssaison aus dem Vorjahr war Jungo erneut gefordert mit einem eher unterdurchschnittlichen Kader die Spielklasse zu halten. Aergera Giffers beendete die Saison mit lediglich zwei Siegen und einer Tordifferenz von −86 die Saison auf dem letzten Schlussrang. Sie stellten sowohl die schlechteste Defensive wie auch Offensive. In den Playouts traf das Team von Jungo auf den Unihockey Red Lions Frauenfeld. Im ersten Spiel konnte Giffers noch gewinnen, bevor man die kommenden drei Spiele und dadurch die Serie mit 3:1 verlor. Für den Ligaerhalt musste Giffers gegen den Sieger der Nationalliga-B-Playoffs Sportiva Unihockey Mendrisiotto antreten. Das von Amos Coppe trainierte Equipe aus dem Tessin stellte mit zahlreichen Ausländerinnen die zweitbeste Offensive der Nationalliga B. Wie schon in der Saison zuvor gewann Aergera Giffers die erste Partie der Auf-/Abstiegs-Playoffs. In den folgenden Partien unterlagen die Freiburgerinnen mit 4:11, 5:9 und das vierte Spiel der Serie mit 3:6 vor heimischen Publikum. Nach fünf Jahren in der Beletage des Schweizer Unihockeys muss Aergera Giffers in der kommenden Saison in der Nationalliga B spielen.

### Neuanfang
Fortan musste Unihockey Aergera Giffers in der Nationalliga B antreten. Nach dem Abstieg verliess Jan Jungo den Verein als Cheftrainer und Christoph Zingg wurde als neuer Cheftrainer verpflichtet. Der direkte Wiederaufstieg in die Nationalliga A war für den Verein zu diesem Zeitpunkt kein Thema. Giffers beendete die erste Saison in der neuen Spielklasse auf dem zweitletzten Rang. In den Playouts unterlag man dem letztplatzierten Unihockey Basel Regio in ersten beiden der Best-of-Three-Serie. In den Auf-/Abstiegs-Playoffs zur Nationalliga B traf Aergera Giffers auf den 1.-Liga-Vertreter UHC Nesslau Sharks. Aufgrund der Corona-Pandemie wurden keine dieser Partien ausgetragen. Die Taskforce von swiss unihockey hat nach Rücksprache mit den Verantwortlichen der National- und Regionalliga entschieden die grösstmögliche sportliche Fairness zu gewährleisten und daher nur dort Auf- oder Abstieg zu vollziehen, wo er per dato schon definitiv war. Daher verblieb Aergera Giffers am grünen Tisch in der Nationalliga B.

## Erfolge
- Aufstieg in die Nationalliga A 2023

- Aufstieg in die Nationalliga A 2014

## Teams

### Damen
- Damen L-UPL
- Juniorinnen U21 B
- Juniorinnen C

### Herren
- Herren 2. Liga
- Junioren U21 D
- Junioren B
- Junioren C